# Toter Mann (Schwimmen)

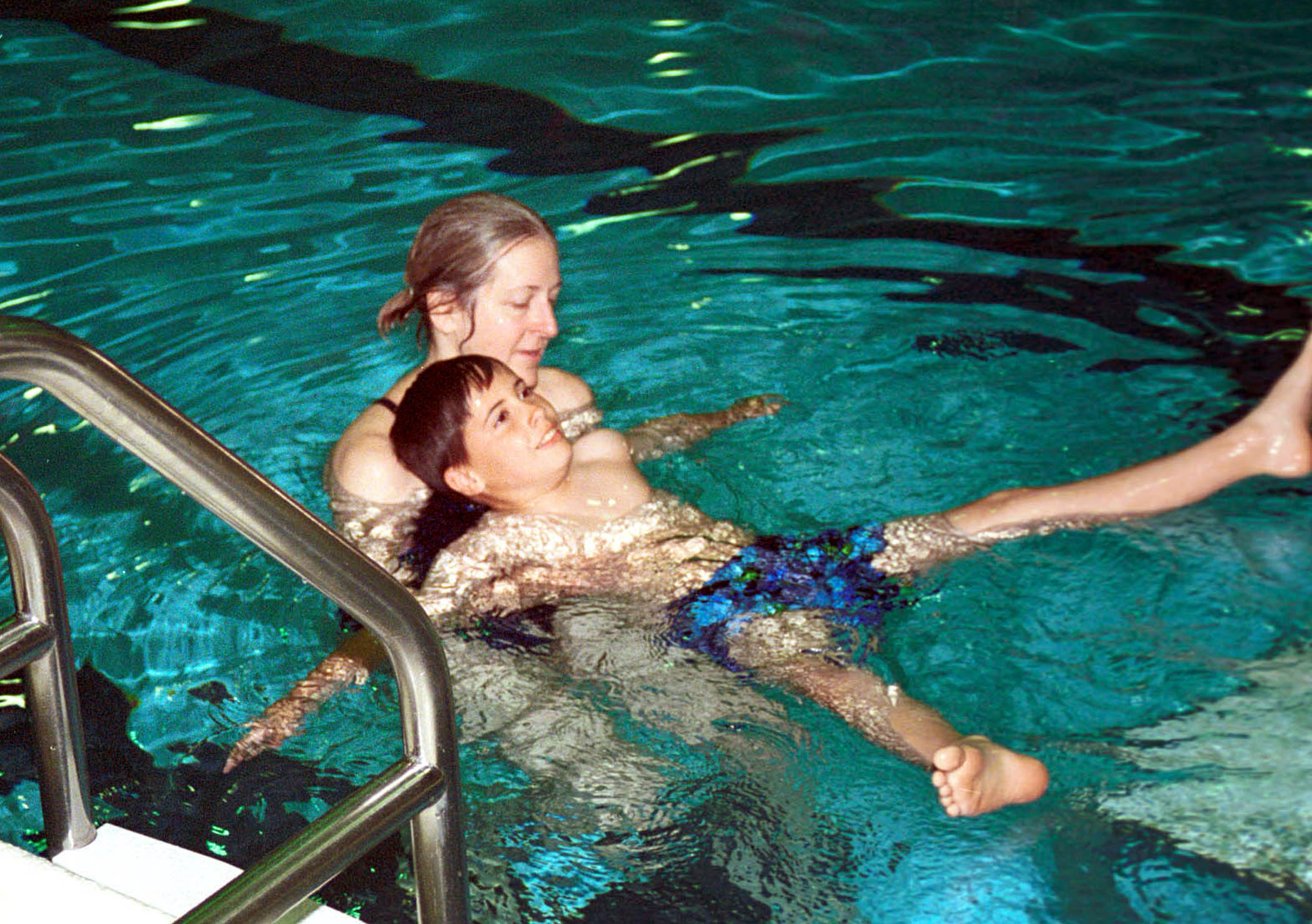
Hilfestellung beim Erlernen des „Seesterns“ im Schwimmunterricht.

Toter Mann bezeichnet im Zusammenhang mit Schwimmen und insbesondere der Wassergewöhnung für Schwimmanfänger eine Position der Ganzkörperschwebe, bei der Schwimmer ohne oder mit nur geringer Bewegung von Armen und Beinen flach an der Wasseroberfläche treiben. Um Kindern mögliche Vorbehalte und Ängste zu nehmen, werden beim Kinderschwimmen für „Toter Mann“ inzwischen auch alternative Begriffe wie Seestern oder Seerose verwendet.
Es ist oft hilfreich, zu entspannen und die Gliedmaßen flach unterhalb der Wasseroberfläche auszustrecken. Der Kopf ist dabei fast ganz vom Wasser bedeckt; Nase und Mundöffnung bleiben über Wasser.
Meist sind die Beine schwerer und tendieren dazu, abzusinken. Frauen fällt der Schwebezustand oft leichter, da die Mehrheit des weniger dichten Körperfetts sich in der Hüftgegend befindet und die höhere Dichte der Beine ausgleichen kann, während das Fettgewebe von Männern eher etwas höher in der Bauchgegend auftritt, wodurch Körperschwerpunkt und der Volumenmittelpunkt weiter auseinander liegen. Dies kann gegebenenfalls durch das Ausstrecken der Arme über den Kopf hinaus und das Anziehen der Beine kompensiert werden. Das Absinken der Beine kann auch durch einen leichten Kraulbeinschlag und den dadurch erzeugten dynamischen Auftrieb verhindert werden.

## Physik und Physiologie desToten Mannes

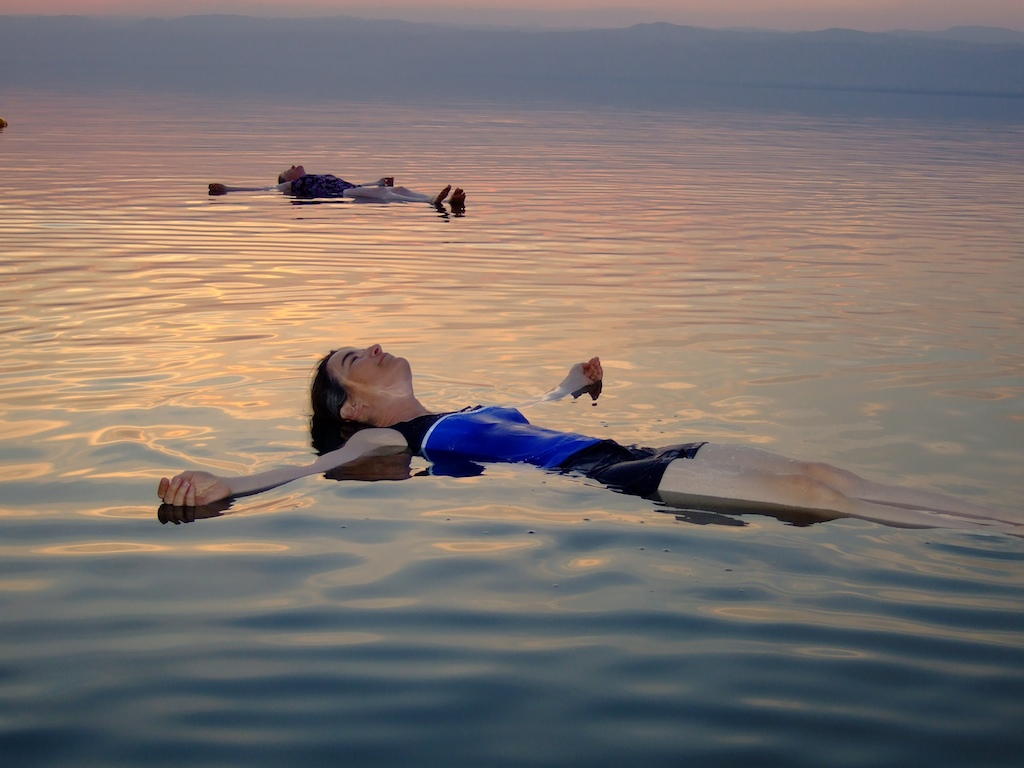
Badende im Toten Meer: Salzhaltiges Wasser hat eine höhere spezifische Dichte und lässt den Körper beim Schwimmen daher stärker auftreiben.

Ermöglicht wird die Schwimmübung durch den Auftrieb des menschlichen Körpers, der aber wegen der unterschiedlichen spezifischen Dichte des Fett-, Muskel- und Knochenanteils individuell und je nach Lebensalter unterschiedlich sein kann. Je nach Salzgehalt des Wassers ist der Auftrieb des menschlichen Körpers unterschiedlich, so dass der Tote Mann in salzhaltigem Wasser, insbesondere im Toten Meer, leichter geübt werden kann. Vergleichbar mit dem Toten Mann im Kontext des Wassersports gibt es auch das sogenannte Floating als therapeutische Entspannungstechnik in speziell angefertigten Floating-Becken mit stark salzhaltigem Wasser.
Mit Ausnahme des Fettgewebes ist das Körpergewebe und insbesondere Knochen, Knorpel und Sehnen schwerer als Wasser. Ermöglicht wird der Auftrieb meist erst durch den beim Atmen mit Luft gefüllten Brustkorb.
Nur 8 % der weiblichen und 1 % der männlichen Probanden schwebten in einer spanischen Studie auch nach dem Ausatmen an der Wasseroberfläche.
Der Körper eines Anteils der Bevölkerung hat eine Dichte, die auch bei gefüllter Lunge größer ist als Wasser, wodurch das Schweben im Wasser ohne Bewegung der Gliedmaßen nicht möglich ist. Die Ursache liegt oft in einer erhöhten Knochenmasse oder Knochendichte.
Eine US-amerikanische Studie ermittelte, dass 8 % der Probanden mit europäischen Vorfahren auch mit gefüllter Lunge absanken, während dies bei 67 % der Probanden mit afrikanischer Herkunft der Fall war. Zurückgeführt wird dies auf eine höhere Knochendichte, einen geringeren Fettanteil und ein durchschnittlich bis 20 % geringeres Lungenvolumen.

## Wassergewöhnung und Überlebenstechnik
Im Schwimmunterricht sind Übungen der Ganzkörperschwebe vor allem in zwei Fällen von Bedeutung: Im Rahmen der Wassergewöhnung können sie Ängste überwinden helfen und zu einer entspannteren Schwimmhaltung beitragen. Auch Fortgeschrittenen sollen sie – etwa nach der Schwimmlehrmethode „Total Immersion“ – helfen, zur Verbesserung von Schwimmtechniken wie Kraulen eine bessere Balance einzuüben.
Zum anderen gilt Toter Mann als Überlebenstechnik gegen Ertrinken. Babys und Kleinkinder, die an Babyschwimmkursen teilnehmen, können sich durch Hundepaddeln unter Wasser fortbewegen. Sie sind aber noch nicht in der Lage, ihren Kopf durch dynamischen Auftrieb aus dem Wasser zu heben, um zu atmen. Deshalb wird in den USA in manchen Kursen ein sogenannter back float als Überlebenstechnik für Kleinkinder oder sogar Babys trainiert. Dabei lernen sie, sich auf den Rücken zu drehen, Luft zu holen oder Hilfe herbeizurufen. Allerdings wird davor gewarnt, diese Technik vor Erreichen des dafür erforderlichen Alters mit Methoden zu lehren, bei denen die Kinder in Atemnot geraten oder erhebliche Mengen Wasser schlucken, was sich traumatisierend auswirken kann. Zudem besteht die Gefahr, dass Eltern sich in falscher Sicherheit wiegen, wenn sie sich auf entsprechende Schulungen als – womöglich einzige – Vorsichtsmaßnahme gegen Ertrinken verlassen. Die American Academy of Pediatrics hat 2010 ihre Warnung vor Schwimmunterricht unter vier Jahren zwar revidiert, äußert aber weiterhin Bedenken gegen Selbstrettungskurse für Kinder unter 12 Monaten. Auch Erwachsene kann der Tote Mann bei Erschöpfungszuständen vor dem Ertrinken retten, bis Hilfe herbeigeholt werden kann. Oft wird dafür die Bauchlage empfohlen, wobei nur jeweils zum Luftholen kurz Schwimmbewegungen durchgeführt werden.

## Redewendung
Abgeleitet von dieser Schwimmfigur gibt es die Redewendung Toter Mann spielen oder Den Toten Mann geben, wenn sich jemand aus einer Situation heraus unbeteiligt gibt oder sich einer Verantwortung entzieht.